# Ilhéu Cima
Ilhéu Cima sont trois îles inhabitées du Cap-Vert dans l'archipel des îles Secos. 
Il s'agit d'une réserve naturelle protégée.

## Géographie
L'ensemble s'étend sur 2,2 km de longueur pour une largeur de 0,94 km. Ilhéu Sapado et Ilhéu do Rei font partie de l'ensemble Ilhéu Cima.